# Carex andringitrensis
Espèce
Classification phylogénétique
Carex andringitrensis est une espèce de plantes du genre Carex et de la famille des Cyperaceae.